# ALL TIME THE BEST
『ALL TIME THE BEST』（オール タイム ザ ベスト）は、Plastic Treeの通算8枚目のベスト・アルバム。2010年7月7日発売。発売元はユニバーサルJ。

## 概要
Plastic Treeのオールタイムベスト・アルバム。デビュー以降の全ての楽曲の中から厳選された33曲が収録されている。ユニバーサルミュージックからリリースされた最後の作品である。
初回限定盤と通常盤の2タイプ発売。初回限定盤には特典として、完全数量限定オリジナル・エコバッグが附属している。両タイプともに収録内容は同一である。
またDISC 2には、ボーナストラック「ムーンライト――――。 (予告編)」が収録されている。

## 収録曲

### Disc 1
1. monophobia [2:24] [1]
  - 作詞：RYUTARO、作曲：TADASHI
  - 2ndオリジナルアルバム『Puppet Show』収録曲。
2. 少女狂想 [3:54] [1]
  - 作詞：竜太朗、作曲：正
  - 3rdオリジナルアルバム『Parade』収録曲。
3. 37℃ [3:48] [1]
  - 作詞・作曲：有村竜太朗
  - 7thオリジナルアルバム『シャンデリア』収録曲。
4. トレモロ [4:56] [1]
  - 作詞・作曲：RYUTARO
  - 4thシングル。
5. 冬の海は遊泳禁止で [4:39] [1]
  - 作詞：有村竜太朗、作曲：ナカヤマアキラ
  - 15thシングル『「雪蛍」』のカップリング曲。
6. ナミダドロップ [4:25] [1]
  - 作詞・作曲：有村竜太朗
  - 17thシングル。
7. 涙腺回路 [4:30] [1]
  - 作詞・作曲：有村竜太朗
  - 8thオリジナルアルバム『ネガとポジ』収録曲。
8. 割れた窓 [3:35] [1]
  - 作詞：RYUTARO、作曲：TADASHI
  - 1stシングル。
9. 本日は晴天なり [4:53] [1]
  - 作詞：ナカヤマアキラ、作曲：長谷川正
  - 16thシングル『春咲センチメンタル』収録曲。
10. バルーン [5:33] [1]
  - 作詞・作曲：長谷川正
  - 9thオリジナルアルバム『ウツセミ』収録曲。
11. egg [3:11] [1]
  - 作詞：ナカヤマアキラ、作曲：長谷川正
  - 8thオリジナルアルバム『ネガとポジ』収録曲。
12. 水色ガールフレンド [4:00] [1]
  - 作詞・作曲：有村竜太朗
  - 14thシングル。
13. 讃美歌 [5:07] [1]
  - 作詞・作曲：有村竜太朗
  - 18thシングル。
14. ロケット [4:43] [1]
  - 作詞：RYUTARO、作曲：TADASHI
  - 8thシングル。
15. ねじまきノイローゼ [3:01] [1]
  - 作詞：竜太朗、作曲：TADASHI
  - 1stオリジナルアルバム『Hide and Seek』収録曲。
16. 空中ブランコ [5:21] [1]
  - 作詞：有村竜太朗、作曲：長谷川正
  - 21stシングル。
17. メランコリック [5:10] [1]
  - 作詞・作曲：有村竜太朗
  - 17thシングル。
18. サナトリウム [5:10] [1]
  - 作詞：有村竜太朗、作曲：長谷川正
  - 28thシングル。

### Disc 2
1. 眠れる森 [5:39] [1]
  - 作詞：有村竜太朗、作曲：長谷川正
  - 8thオリジナルアルバム『ネガとポジ』収録曲。
2. 本当の嘘 [4:34] [1]
  - 作詞：RYUTARO、作曲：TADASHI
  - 2ndシングル。アルバム『Puppet Show』に収録された『本当の嘘 -Studio Live-』バージョンで収録されている。
3. ナショナルキッド [3:27] [1]
  - 作詞：有村竜太朗、作曲：長谷川正
  - 5thオリジナルアルバム『シロクロニクル』収録曲。
4. lilac [5:04] [1]
  - 作詞・作曲：ナカヤマアキラ
  - 14thシングル「水色ガールフレンド」のカップリング曲。
5. トランスオレンジ [4:31] [1]
  - 作詞：竜太朗、作曲：TADASHI
  - 1stオリジナルアルバム『Hide and Seek』収録曲。
6. Q [3:08] [1]
  - 作詞・作曲：長谷川正
  - 9thオリジナルアルバム『ウツセミ』収録曲。イントロがウツセミ版とは異なっている。
7. 春咲センチメンタル [5:16] [1]
  - 作詞・作曲：有村竜太朗
  - 16thシングル。
8. まひるの月 [4:12] [1]
  - 作詞：竜太朗、作曲：TADASHI
  - 25thシングル。
9. 1999 [5:00] [1]
  - 作詞：有村竜太朗、作曲：ナカヤマアキラ
  - 10thオリジナルアルバム『ドナドナ』収録曲。
10. うわのそら [5:29] [1]
  - 作詞：有村竜太朗、作曲：長谷川正
  - 6thオリジナルアルバム「cell.」収録曲。
11. Sink [4:55] [1]
  - 作詞：RYUTARO、作曲：TADASHI
  - 5thシングル。
12. 幻燈機械 [7:25] [1]
  - 作詞：RYUTARO、作曲：TADASHI
  - 2ndオリジナルアルバム『Puppet Show』収録曲。
13. クローゼットチャイルド [4:15] [1]
  - 作詞：竜太朗、作曲：TADASHI
  - 1stオリジナルアルバム「Hide and Seek」収録曲。
14. Ghost [4:53] [1]
  - 　作詞・作曲：ナカヤマ アキラ
  - 20thシングル。アルバム『シャンデリア』に収録されたバージョンで収録されている。
15. リプレイ [5:02] [1]
  - 作詞・作曲：有村竜太朗
  - 26thシングル。
16. ムーンライト――――。 (予告編) [2:01] [1]
  - ボーナストラック。本作の約1ヶ月後に発売予定であった29thシングル「ムーンライト――――。」の短縮版インストゥルメンタル曲。